# Trattato di Jay

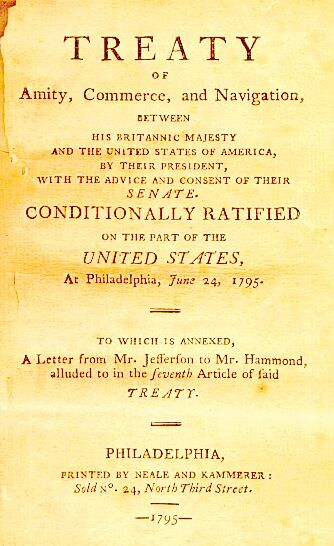
Facsimile della prima pagina del trattato di Jay

Il trattato di Amicizia, Commercio e Navigazione tra Sua Maestà Britannica e gli Stati Uniti d'America, comunemente noto come trattato Jay, trattato di Jay, trattato britannico o trattato di Londra del 1794, fu un trattato firmato il 19 novembre 1794, stipulato tra Stati Uniti d'America e Regno di Gran Bretagna che si crede abbia evitato una guerra, che risolvette problemi rimasti aperti dopo il trattato di Parigi (1783) (che aveva scritto la fine della guerra d'indipendenza americana), e che favorì dieci anni di commercio pacifico tra Stati Uniti e Gran Bretagna nel mezzo delle guerre rivoluzionarie francesi, iniziate nel 1792.
I termini del trattato furono redatti principalmente dal segretario del tesoro Alexander Hamilton, sostenuto fortemente dal capo negoziatore John Jay e dal presidente George Washington. Il trattato ottenne i principali obiettivi statunitensi, tra cui il ritiro del British Army dalle fortezze pre-rivoluzionarie del Territorio del nord-ovest negli Stati Uniti (l'area ad ovest della Pennsylvania ed a nord del fiume Ohio). I britannici avevano riconosciuto questo territorio come statunitense nel trattato di Parigi del 1783. Le parti si accordarono sul fatto di delegare ad un arbitrato le controversie sui debiti contratti in tempo di guerra e sul confine tra il Canada e gli Stati Uniti d'America; fu uno dei primi grandi utilizzi dell'arbitrato nella storia della diplomazia. Agli americani furono concessi alcuni diritti sul commercio con le colonie britanniche in India e nei Caraibi, in cambio di alcune limitazioni sull'esportazione di cotone dagli Stati Uniti.
Il trattato fu caldamente contestato dai Jeffersoniani in ogni stato. Temevano che un legame commercialmente troppo stretto con i britannici avrebbe potenziato il Partito Federalista di Hamilton, promosso l'aristocrazia e colpito il repubblicanesimo. L'annuncio del sostegno di Washington si dimostrò decisivo ed il trattato fu ratificato con una maggioranza di due terzi del Senato nel novembre 1794. Il trattato divenne un grosso nodo di discussione, portando alla formazione del primo sistema partitico degli Stati Uniti, con i Federalisti a favore dei britannici ed i repubblicani Jeffersoniani a favore della Francia. Il trattato aveva una durata decennale. Il tentativo di allungarne la durata fallì nel 1806 quando Jefferson rifiutò il trattato Pinkney-Monroe quando la tensione aumentò portando alla guerra del 1812. Il trattato fu firmato il 19 novembre 1794, il Senato lo approvò il 24 giugno 1795. Fu ratificato dal presidente e dal governo britannico, ed il primo giorno di validità fu spostato al 29 febbraio 1796.

## Problemi
Dalla prospettiva britannica, la guerra con la Francia rendeva necessario un miglioramento delle relazioni con gli Stati Uniti per evitare che cadessero nella sfera d'influenza francese. Dal punto di vista statunitense, i problemi di politica estera che richiedevano più urgenza erano la relazione con la Gran Bretagna, loro principale partner commerciale, e la soluzione dei problemi lasciati aperti dal trattato di Parigi. Come si può immaginare, il governo britannico era "ben disposto verso l'America… Avevano fatto accordi su un piano che comprendeva la neutralità degli Stati Uniti, ed erano ansiosi di confermarlo".
Nonostante questo, la Royal Navy aveva catturato centinaia di navi mercantili neutrali statunitensi negli ultimi mesi durante l'embargo portato alla Francia rivoluzionaria, e gli ufficiali britannici del Canada sostenevano le tribù di nativi nella resistenza ai coloni statunitensi della valle del fiume Ohio, territorio che la Gran Bretagna aveva ufficialmente ceduto agli Stati Uniti con il trattato di Parigi. Il Congresso votò nella primavera del 1794 a favore di un embargo commerciale contro i britannici, che colpì soprattutto il commercio degli stati nordorientali.
Il giovane governo era diviso tra il partito di Jefferson e Madison, favorevole ai francesi, ed i Federalisti di Hamilton, che vedevano nella Gran Bretagna un naturale alleato, soprattutto in senso commerciale. Hamilton stese un piano per i negoziati ed il presidente George Washington inviò il Chief justice della corte suprema John Jay a Londra per negoziare un trattato generale.
Il governo aveva diversi importanti problemi:
- I britannici occupavano fortezze sul territorio statunitense dei Grandi Laghi, Detroit e Mackinac nell'attuale Michigan, Niagara e Oswego a New York, e Maumee in Ohio.
- I britannici continuavano a prendere marinai americani al loro servizio.
- I mercanti statunitensi voleva essere risarciti per le 250 navi mercantili che i britannici avevano confiscato nel 1793 e nel 1794.
- I politici del sud voleva risarcimenti per gli schiavi evacuati dal British Army durante la guerra di indipendenza.
- Mercanti statunitensi e caraibici volevano che le Indie Occidentali Britanniche fossero riaperte per il commercio statunitense.
- Il confine con il Canada era vago in molti luoghi, e serviva una sua precisa definizione.
- Si credeva che i britannici avessero contribuito a peggiorare gli assalti dei nativi americani nel Territorio del nord-ovest (attuali Kentucky ed Ohio).

## Termini del trattato
Entrambi gli schieramenti ottennero numerosi obiettivi. I britannici accettarono di abbandonare le fortezze occidentali per giugno 1796 (cosa che fu fatta), e di risarcire i proprietari delle navi statunitensi (i britannici pagarono 10 345 200 di dollari nel 1802). In cambio gli Stati Uniti concessero lo status di nazione più favorita alla Gran Bretagna, ed accettarono le politiche britanniche marittime anti-francesi. Gli Stati Uniti garantirono il pagamento dei debiti contratti prima della guerra (pagarono 600 000 sterline nel 1802).
Fu istituita una commissione per la definizione del confine a nordest (fu scelto il fiume Saint Croix) ed a nordovest (non fu mai trovato un accordo, ed il confine fu colonizzato dopo la guerra del 1812).
Jay, convinto oppositore dello schiavismo, non si preoccupò del problema delle ricompense per gli schiavi persi che angustiava gli schiavisti meridionali. Jay non riuscì a negoziare un accordo riguardo alla fine dell'impiego coatto di marinai statunitensi nella Royal Navy, ed in seguito fu un punto chiave per lo scoppio della guerra anglo-americana del 1812.

### Diritti degli indiani americani
L'articolo III recita "Si concorda, che deve essere sempre permesso a tutti i sudditi di Sua Maestà, ed ai cittadini statunitensi, ed anche ai nativi americani posti su entrambi i lati del confine, di passare e ripassare liberamente, per terra o tramite navigazione nei rispettivi territori e Paesi delle due parti del continente americano, (con la sola eccezione di Hudson Bay) ... e trasportare liberamente oggetti da commerciare tra loro".
L'articolo III del trattato di Jay dichiara il diritto degli "Indiani" (nativi americani) e degli altri cittadini statunitensi e canadesi di viaggiare e commerciare tra Stati Uniti e Canada, allora territorio britannico. Negli anni successivi gli Stati Uniti codificarono questo diritto delle disposizioni della sezione 289 dell'Immigration and Nationality Act (1952), emendato nel 1965. Come risultato del trattato di Jay, "i nativi nati in Canada avevano quindi il diritto di entrare negli Stati Uniti per lavorare, studiare, pensionarsi, investigare e/o per immigrazione". L'articolo III è la base di molte proteste dei nativi.

## Approvazione e dissenso
Washington sottomise il trattato all'approvazione del Senato nel giugno del 1795, ed era richiesta la maggioranza dei due terzi. Il trattato fu inizialmente impopolare, e diede ai Jeffersoniani un modo per reclutare nuovi sostenitori. Come spiega lo storico Paul Varg, "il trattato di Jay fu un continuo compromesso sui problemi tra i due paesi. Quello che lo rende così controverso non fu la discussione tra i due paesi ma il fatto che non fu un compromesso tra i due partiti interni. Secondo il punto di vista dei Federalisti, il trattato ripudiava la politica estera del partito avversario". I Jeffersoniani si opponevano alla Gran Bretagna, preferendo sostenere la Francia nella guerra che stava straziando l'Europa, e sostenevano che il trattato stipulato con la Francia nel 1778 era tuttora in vigore. Consideravano la Gran Bretagna il centro dell'aristocrazia e la principale minaccia ai valori repubblicani statunitensi. Denunciarono Hamilton e Jay (ed anche Washington) come monarchici che stavano tradendo i valori americani. Organizzarono proteste pubbliche contro Jay ed il suo trattato, in una delle quali fu gridato: Dannato John Jay! Dannati tutti quelli che non dicono dannato a John Jay! Dannati tutti quelli che non mettono una luce alla finestra e stanno in piedi tutta la notte dando del dannato a John Jay!
Thomas Jefferson e James Madison si opposero fortemente al trattato dichiarandosi a favore della Francia. La politica estera divenne il principale punto di contrasto tra Federalisti e Democratici-Repubblicani, principale nodo del bipartitismo. Jefferson ed i suoi sostenitori presentarono una controproposta per istituire "un sistema diretto di ostilità commerciale con la Gran Bretagna", anche a rischio della guerra. I Jeffersoniani sollevarono l'opinione pubblica accusando i britannici di promuovere le atrocità dei nativi lungo la frontiera. L'aspro dibattito sul trattato nel 1794–1795, secondo uno degli storici, "trasformò il movimento repubblicano in un partito repubblicano". Per poter combattere il trattato i Jeffersoniani "coordinarono le attività tra i capi della capitale ed i capi, gli attivisti ed il popolo dei vari stati e città". Il fallimento di Jay nel chiedere un risarcimento per gli schiavi "persi" galvanizzò l'opposizione nel sud.
I Federalisti combatterono ed il Congresso rifiutò la controproposta Jefferson–Madison. Washington fece pesare il proprio prestigio sul trattato, ed i Federalisti ottennero il favore dell'opinione pubblica. Hamilton convinse il presidente Washington che era il miglior trattato ottenibile. Washington, che insisteva sul fatto che gli Stati Uniti dovessero rimanere neutrali riguardo alle guerre europee, lo firmò ed il Congresso approvò. Washington ed Hamilton scavalcarono Madison, capo dell'opposizione. Allora fuori dal governo, Hamilton fula figura dominante che permise l'approvazione del trattato con una maggioranza di due terzi del Senato. Il Senato approvò una risoluzione a giugno che consigliava al presidente di emendare il trattato sospendendo l'articolo 12, ovvero quello che riguardava il commercio tra Stati Uniti ed Indie Occidentali. A metà agosto il Senato ratificò il trattato con 20 voti a 10, a condizione che contenesse quanto chiesto il 24 giugno. Il presidente Washington lo firmò a fine agosto. Il trattato fu proclamato effettivo il 29 febbraio 1796 con una serie di votazioni ravvicinate, e dopo un'altra aspra battaglia la camera dei rappresentanti lo approvò nell'aprile 1796.
James Madison, allora membro della Camera dei rappresentanti, sostenne che, secondo la Costituzione, il trattato non potesse avere effetto senza l'approvazione della Camera, dato che regolava il commercio ed esercitava il potere legislativo garantito al Congresso. Il dibattito che seguì fu un chiaro esempio di originalismo, in cui Madison, "Padre della Costituzione", perse. Dopo la sconfitta sul trattato al Congresso, i repubblicani Jeffersoniai persero nel 1796 l'elezione presidenziale.
Quando Jefferson divenne presidente nel 1801 non ripudiò il trattato. Tenne il ministro federalista Rufus King, a Londra per negoziare una risoluzione al problema del pagamento dei debiti e dei confini. L'amicizia finì quando il trattato scadde nel 1805. Jefferson rifiutò di rinnovare il trattato di Jay con il trattato Pinkney-Monroe del 1806 come negoziato dai suoi diplomatici a Londra. Le relazioni divennero incredibilmente ostili e fu il preludio alla guerra del 1812. Nel 1815 il trattato di Gand prese il posto del trattato di Jay.

## Valutazioni
Gli storici Stanley Elkins e Eric McKitrick fanno notare che in termini diplomatici, essendo una contrattazione, Jay "ottenne il peggio dal 'patto'". Concludono che Jay ottenne "i suoi sine qua nons", senza però ottenere nessuna delle cose "desiderabili, ma non indispensabili".
Lo storico Marshall Smelser sostiene che il trattato pospose effettivamente la guerra con la Gran Bretagna, o perlomeno la posposero quanto bastava perché gli Stati Uniti diventassero abbastanza forti da gestirla.
Bradford Perkins sostenne nel 1955 che il trattato fu il primo a stabilire una relazione speciale tra Gran Bretagna e Stati Uniti, mentre il secondo fu di Lord Salisbury. Dal suo punto di vista, il trattato per dieci anni assicurò la pace tra i due paesi. Come scritto da Perkins, "per circa dieci anni vi fu pace alla frontiera, reciproco riconoscimento del valore commerciale, e perfino, rispetto alle epoche precedenti e successive, una pausa nella cattura di navi e marinai. Due controversie con la Francia… avvicinarono le potenze di lingua inglese".
Perkins sostiene anche che "un più astuto negoziatore rispetto al Chief Justice" avrebbe ottenuto termini migliori di quanto fece. Cita l'opinione del grande storico Henry Adams secondo il quale il trattato fu "pessimo".
Perkins da più peso di altri storici all'apertura del commercio con l'India ed alla concessione del commercio con le Indie Occidentali. Inoltre Perkins nota che la Royal Navy trattò il commercio statunitense con "relativa clemenza" durante le guerre, e che molti dei marinai rapiti furono restituiti all'America. Quando la Spagna seppe dell'alleanza informale tra i due paesi anglosassoni, ammorbidì le proprie posizioni riguardo all'utilizzo statunitense del Mississippi e firmò il trattato di Pinckney, chiesto dagli americani. Quando Jefferson si insediò, rinnovò gli articoli commerciali di cui il paese aveva beneficiato.
Nella sua opera del 2008 George Herring parla di politica estera ed afferma che nel 1794 "Stati Uniti e Gran Bretagna si stavano avvicinando alla guerra" e conclude che "il trattato di Jay portò importanti concessioni agli Stati Uniti e ne sostenne gli interessi". Joseph Ellis definisce i termini del trattato "unilaterali a favore dei britannici", ma poi lo definisce un affare furbo per gli statunitensi.